# 小林市立東方小学校

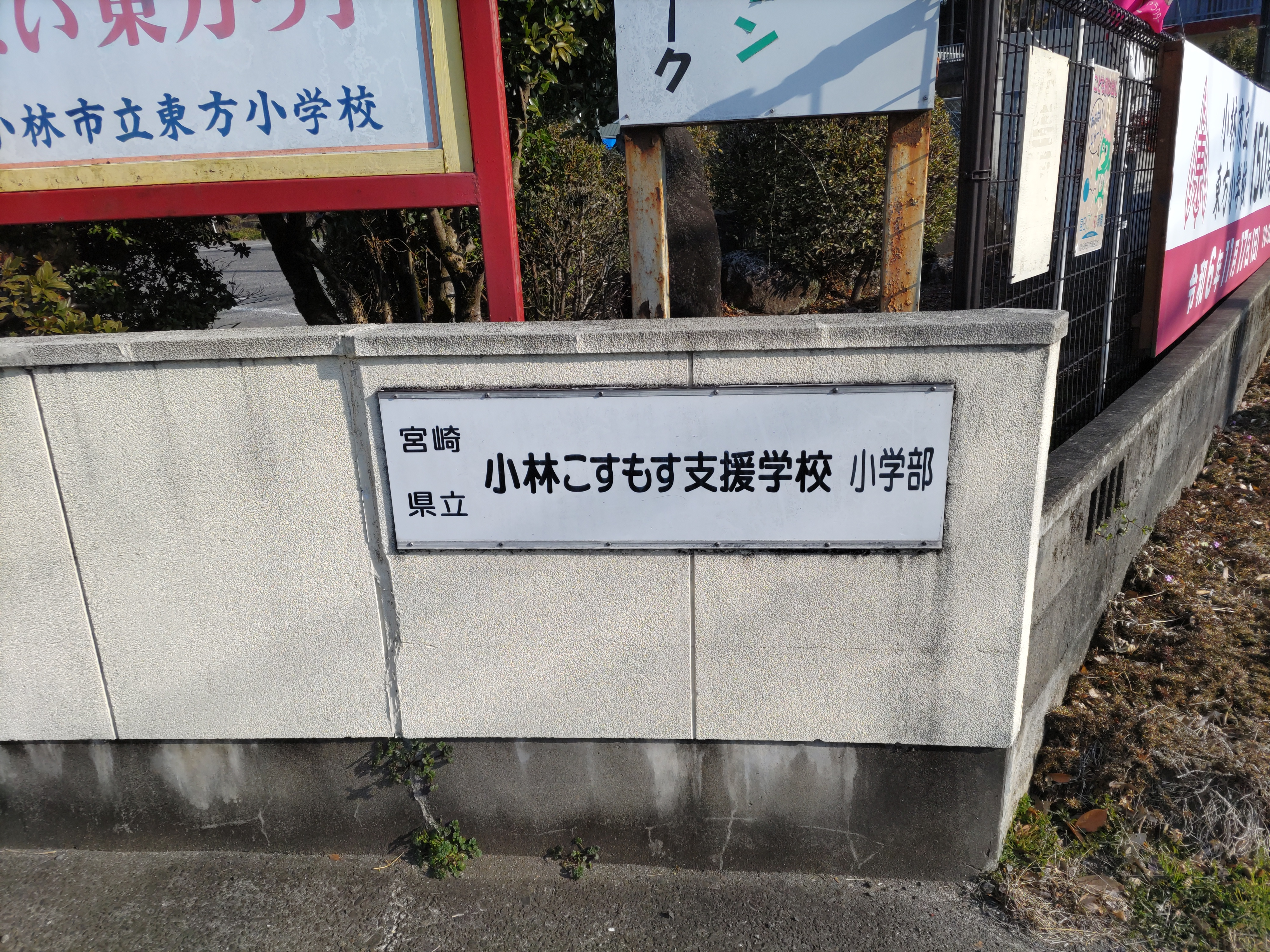
小林市立東方小学校には「小林こすもす支援学校小学部」が併設されている

小林市立東方小学校（こばやししりつ ひがしかたしょうがっこう）は、宮崎県小林市東方にある公立小学校。

## 概要
歴史
1874年（明治7年）に開校。現校名となったのは1950年（昭和25年）。2019年（令和元年）に創立145周年を迎えた。
校訓
1984年（昭和59年）に制定。
校章
1956年（昭和31年）に制定。デザインは吉永静雄による。
校歌
1956年（昭和31年）に制定。作詞は妹尾良彦、作曲は海老原直による。歌詞は2番まであり、1番に校名の「東方」が登場する。
校区
「東方一区(坂下を除く。)、東方二区、真方二区(高山、東高山、西高山、中高山、本高山、木切倉、瀬ノ口)、真方三区(新田場、東新田場、北新田場、南新田場)、その他(新小原、南小原、富本、浜ノ瀬)」。中学校区は小林市立東方中学校。

## 沿革
- 1874年（明治7年）- 中窪田庄屋役所（現・小林市立東方中学校敷地）に「東方小学校」が創設。
- 1886年（明治19年）- 小学校令の施行により、尋常科（4年制）を設置の上、「尋常東方小学校」に改称。後に「東方尋常小学校」に改称。
- 1890年（明治23年）11月 - 現・東方郵便局敷地に仮移転。
- 1891年（明治24年）1月 - 現在地に移転。
- 1907年（明治40年）- 小学校令の改正により、修業年限（尋常科）が4年制から6年制となる。
- 1922年（大正11年）6月 - 山代分校を設置。
- 1928年（昭和3年）4月1日 - 高等科を設置の上、「東方尋常高等小学校」に改称。
- 1941年（昭和16年）4月1日 - 国民学校令の施行により、「東方国民学校」（初等科6年・高等科2年）に改称。
- 1947年（昭和22年）4月1日 - 学制改革が行われる。
  - 国民学校初等科が改組され、「小林町立東方小学校」に改称。
  - 国民学校高等科が改組され、新制中学校「小林町立東方中学校」となる。
- 1950年（昭和25年）4月1日 - 小林市の発足（市制施行）により、「小林市立東方小学校」（現校名）に改称。
- 1956年（昭和31年 ）
  - 4月 - 管理校舎が完成。
  - 9月 - 校歌を制定。
  - 11月 - 創立80周年記念式典を挙行。校章を制定。
- 1963年（昭和38年）- 中校舎が完成。
- 1964年（昭和39年）12月 - 完全給食を開始。
- 1966年（昭和41年）7月 - 創立90周年を記念し、プールが完成。
- 1971年（昭和46年） 12月 - 屋内運動場（体育館）が完成。
- 1976年（昭和51年）2月 - 創立100周年記念行事を挙行。新校舎4教室が完成。
- 1978年（昭和53年）3月 - 管理棟新校舎が完成。山代分校を廃止し、本校に統合。
  - 山代分校跡地は現在、山代地区の公民館（山代もみじ館）の敷地となっている。
- 1984年（昭和59年 ）4月 - 校訓を制定。
- 1987年（昭和 62年）8月 - 学級園を置
- 1989年（平成元年）11月 - 学校の花をさつき、学校の木を樫に制定。
- 1990年（平成2年）3月 - 給食室が完成。
- 1992年（平成4年）8月 - 補助プールが完成。
- 1994年（平成6年）2月 - 小学校跡地記念碑を移転設置。
- 1995年（平成7年）3月 - コンピューター教室が完成。
- 2005年（平成 17年）
  - 2月 - 学校創立130周年記念「東方を語る会」を実施。
  - 4月1日 - 宮崎県立都城養護学校小林校（小学部）が併設される。
- 2008年（平成20年）4月1日 - 併設の宮崎県立都城養護学校小林校が「宮崎県立都城きりしま支援学校小林校」に改称。
- 2009年（平成21年）4月1日 - 小林市立東方中学校と連携型小中一貫教育を開始。
- 2013年（平成25年）9月 - 東方（小中）合同運動会を小学校グラウンドで実施。
- 2015年（平成27年）3月 - 自校調理給食を終了。
- 2020年（令和2年）4月1日 - 併設の宮崎県立都城きりしま支援学校小林校が「宮崎県立小林こすもす支援学校」に改称。

## アクセス
最寄りの鉄道駅
- JR九州 吉都線 「小林駅」

最寄りのバス停
- 小林市コミュニティバス 上九瀬線・上原循環線「東方」バス停

最寄りの幹線道路
- 国道265号　「東方中学校入口」交差点

## 周辺
- 東方郵便局
- 東方保育園
- 小林市立東方中学校